# Championnats d'Europe d'aviron 1910
Navigation
Édition précédente Édition suivante
Les championnats d'Europe d'aviron 1910, dix-huitième édition des championnats d'Europe d'aviron, ont lieu en 1910 à Ostende, en Belgique.